# Vasco Vilaça
Vasco Vilaça né le 21 décembre 1999 à Amadora est un triathlète professionnel portugais, vice-champion du monde en 2020.

## Biographie
Vasco Vilaça est champion d'Europe juniors en 2017 à Kitzbühel et vice-champion du monde juniors à Rotterdam la même année. En 2020, il se fait connaître à seulement 20 ans et à la surprise générale, en montant sur la deuxième marche du podium des championnats du monde de Hambourg entre deux français, Vincent Luis et Léo Bergère. En 2022, durant son entraînement de natation à Malibu d'une étape de Super League, il dut lutter contre l'attaque d'un phoque qui a pris peur à son contact. En 2023, il confirme en Séries mondiales de triathlon avec plusieurs podiums (Abou Dabi, Yokohama et Hambourg).

### Vie privée
Sa sœur ainée Vera (née en janvier 1998) a donné l'exemple à son frère en triathlon, elle est par exemple, championne du Portugal en 2020,. Sa carrière a cependant tourné vers le cyclisme à partir de 2023.

## Palmarès
Le tableau présente les résultats les plus significatifs (podium) obtenus sur le circuit international de triathlon depuis 2020,.
| Année | Compétition                              | Pays                | Position           | Temps           |
| ----- | ---------------------------------------- | ------------------- | ------------------ | --------------- |
| 2023  | Test Events Paris                        | France              | Médaille d'argent  | 1 h 41 min 15 s |
| 2023  | WTS Hambourg                             | Allemagne           | Médaille d'argent  | 0 h 19 min 28 s |
| 2023  | WTS Yokohama                             | Japon               | Médaille de bronze | 1 h 42 min 18 s |
| 2023  | WTS Abou Dabi                            | Émirats arabes unis | Médaille d'argent  | 0 h 52 min 59 s |
| 2021  | Coupe d'Europe - l'étape de Coimbra      | Portugal            | Médaille d'or      | 0 h 50 min 44 s |
| 2020  | Championnats du monde                    | Allemagne           | Médaille d'argent  | 0 h 49 min 15 s |
| 2020  | Championnat d'Europe des clubs champions | Portugal            | Médaille d'argent  | 1 h 23 min 16 s |
| 2020  | Coupe du monde - l'étape de Karlovy Vary | Tchéquie            | Médaille d'argent  | 1 h 52 min 20 s |